# Вітрова Балка
Вітрова Балка (до 2016 — Кото́вське) — село в Україні, у Білицькій селищній громаді Полтавського району Полтавської області. Населення становить 359 осіб.

## Географія
Село Вітрова Балка розміщене за 2,5 км від лівого берега річки Вовча. На відстані 1 км розташовані села Чумаки, Зелене та Бутенки. Селом протікає пересихаючий струмок з загатою. Поруч проходять автомобільні дороги М22 (E577) та Н31.

## Історія
12 червня 2020 року, відповідно до розпорядження Кабінету Міністрів України № 721-р «Про визначення адміністративних центрів та затвердження територій територіальних громад Полтавської області», село увійшло до складу Білицької селищної громади.
19 липня 2020 року, в результаті адміністративно - територіальної реформи та ліквідації  Кобеляцького району, село увійшло до складу новоутвореного Полтавського району.

## Населення

### Мова
Розподіл населення за рідною мовою за даними :
| Мова       | Кількість | Відсоток |
| ---------- | --------- | -------- |
| українська | 344       | 95.82%   |
| російська  | 7         | 1.95%    |
| вірменська | 5         | 1.39%    |
| румунська  | 2         | 0.56%    |
| білоруська | 1         | 0.28%    |
| Усього     | 359       | 100%     |

## Назва
Село було внесено до переліку населених пунктів, які потрібно перейменувати згідно із законом «Про засудження комуністичного та націонал-соціалістичного (нацистського) тоталітарних режимів в Україні та заборону пропаганди їхньої символіки».

## Економіка
- Молочно-товарна ферма.
- ТОВ «Батьківщина».

## Об'єкти соціальної сфери
- Школа I ст.
- Клуб.

## Галерея

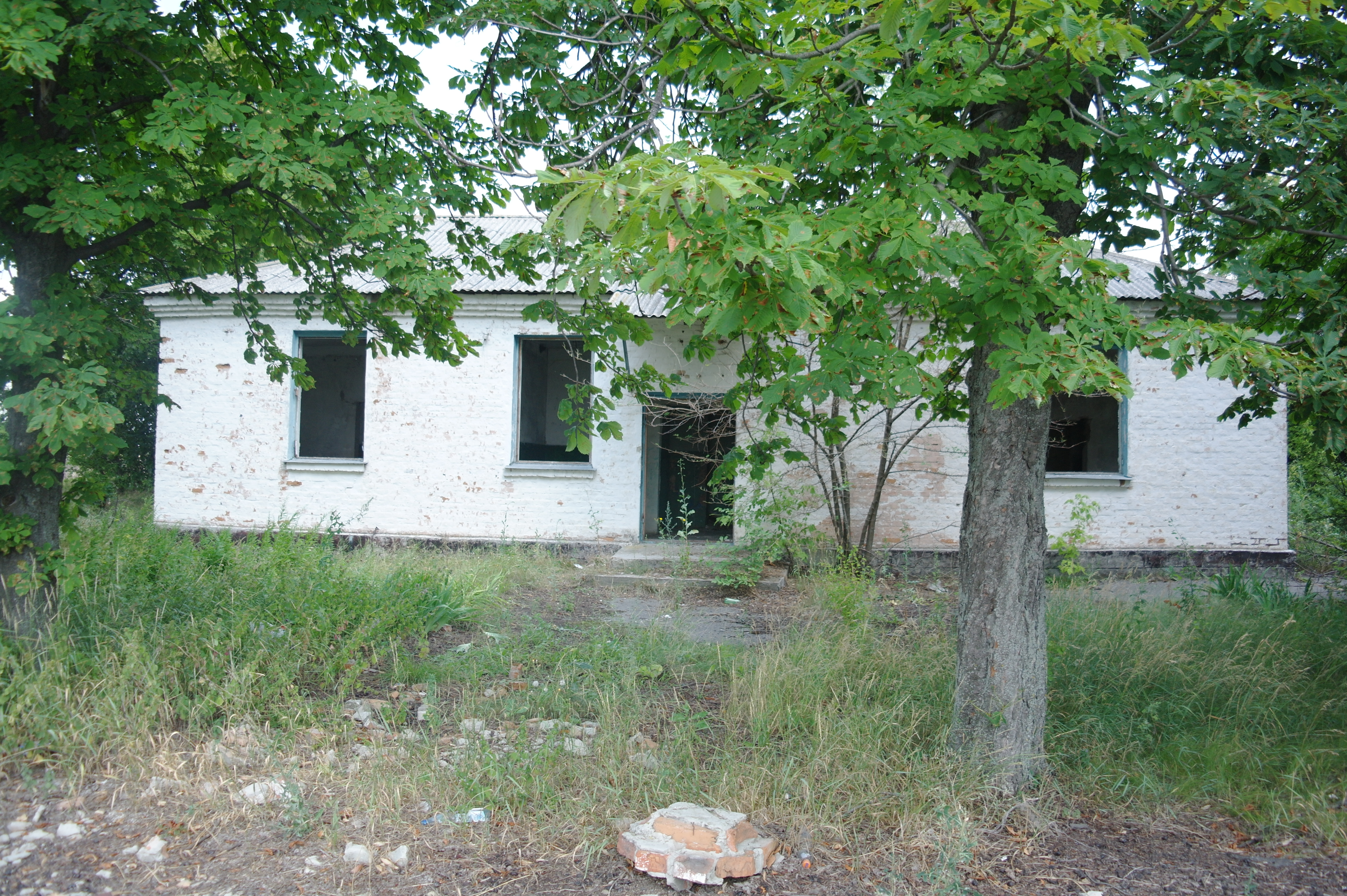
Колишнє головне приміщення колгоспу
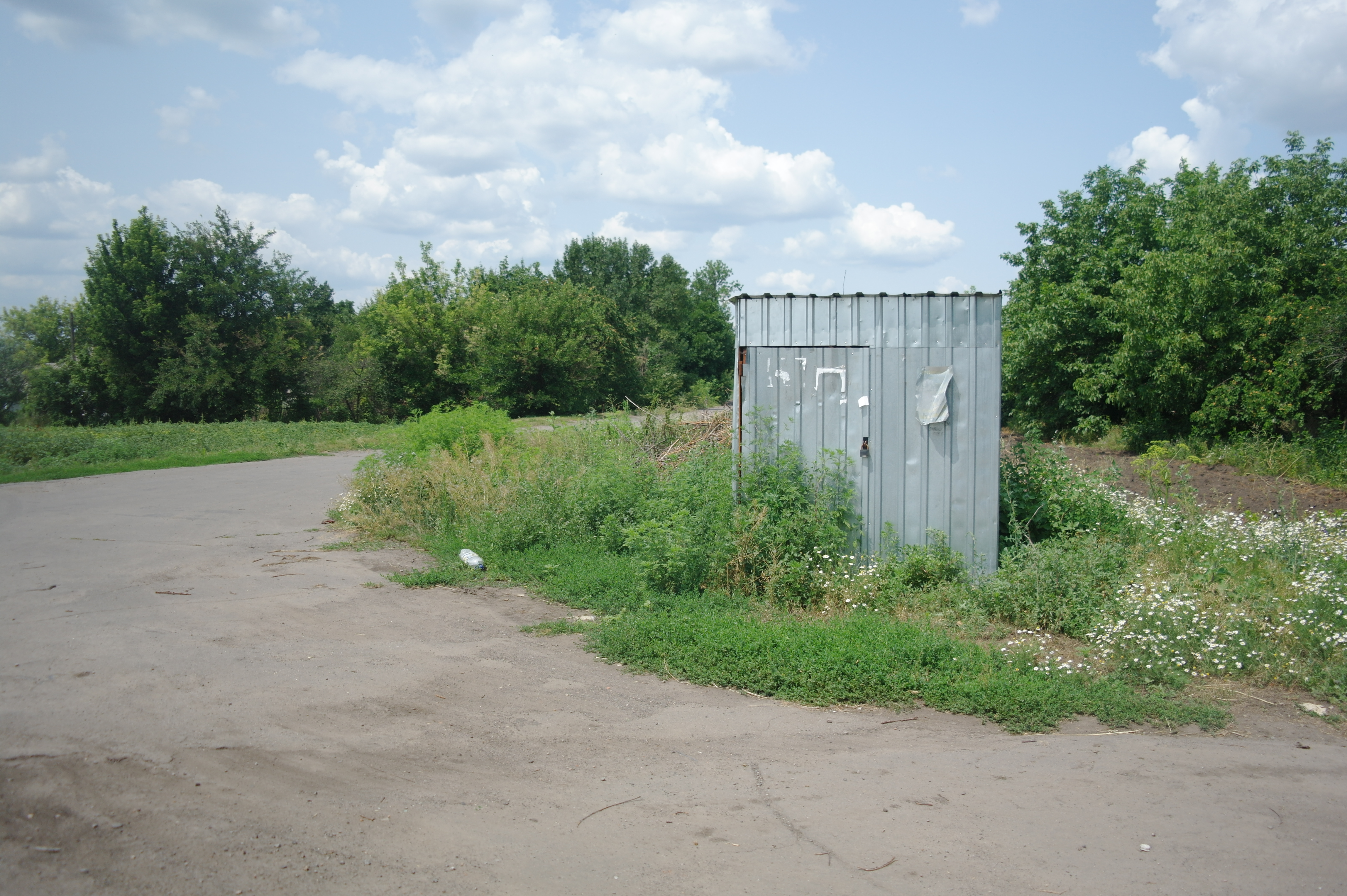
Прийом молока
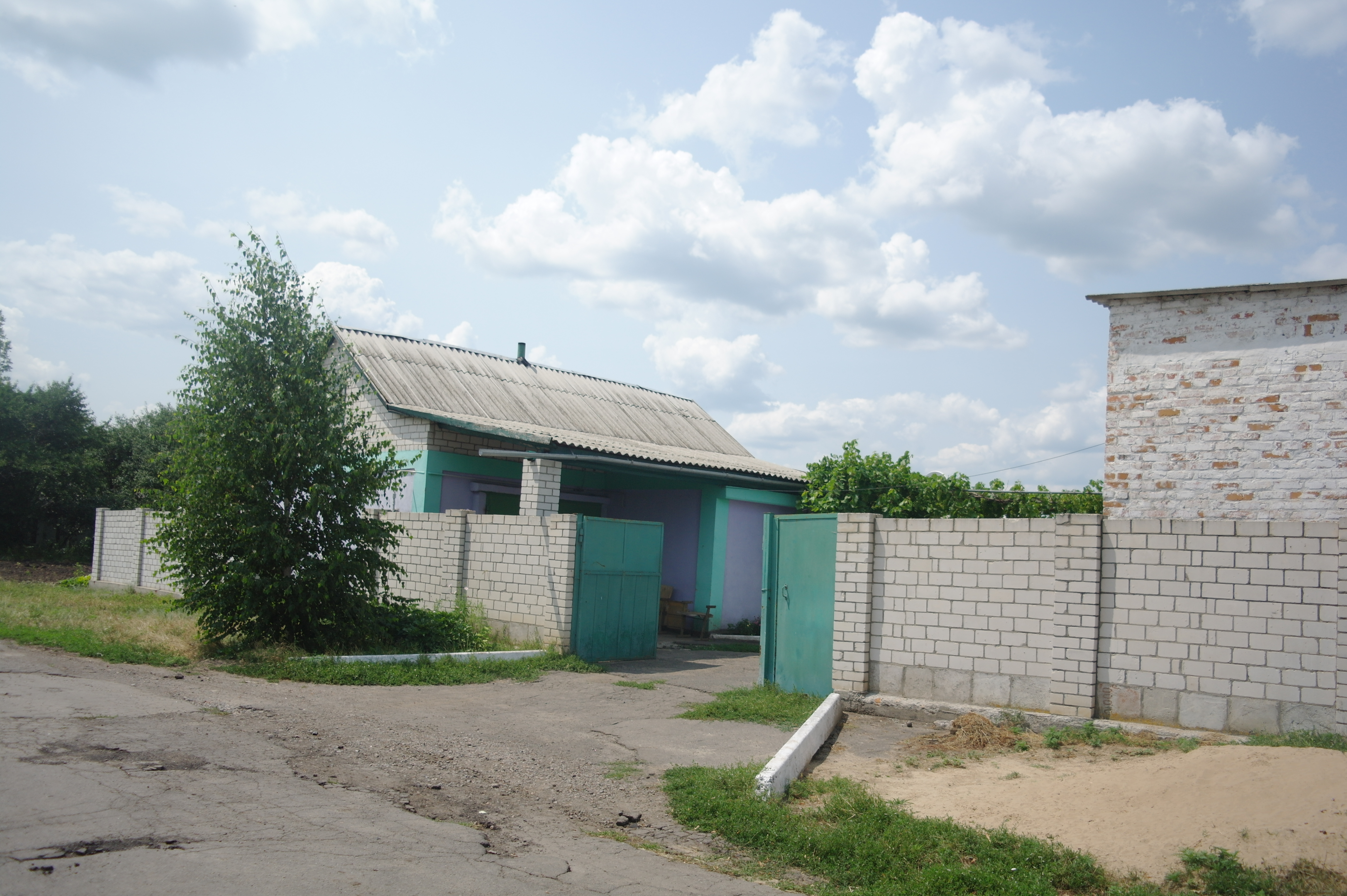
Магазин у Ашота
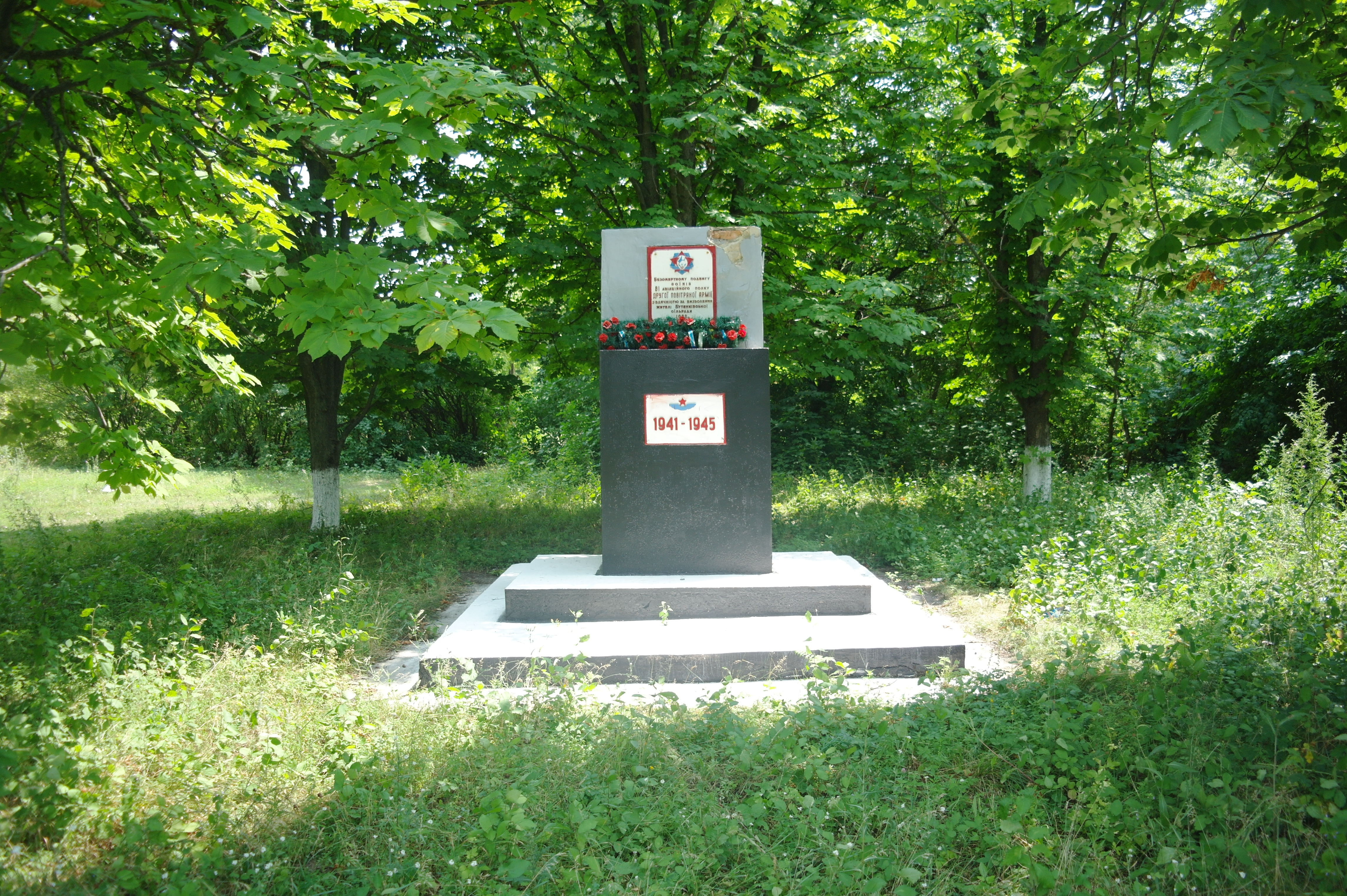
Пам'ятник
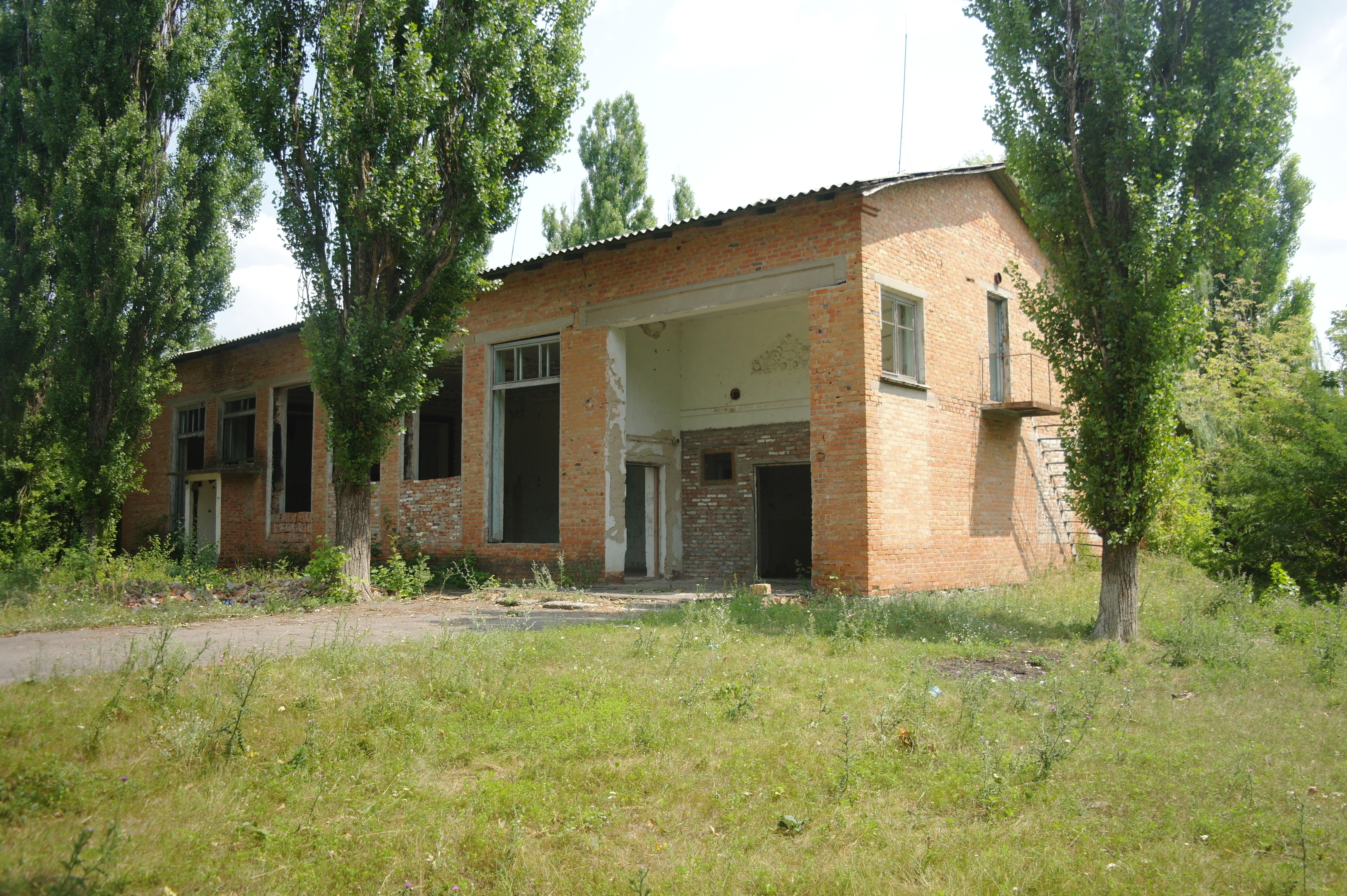
Зруйнований клуб
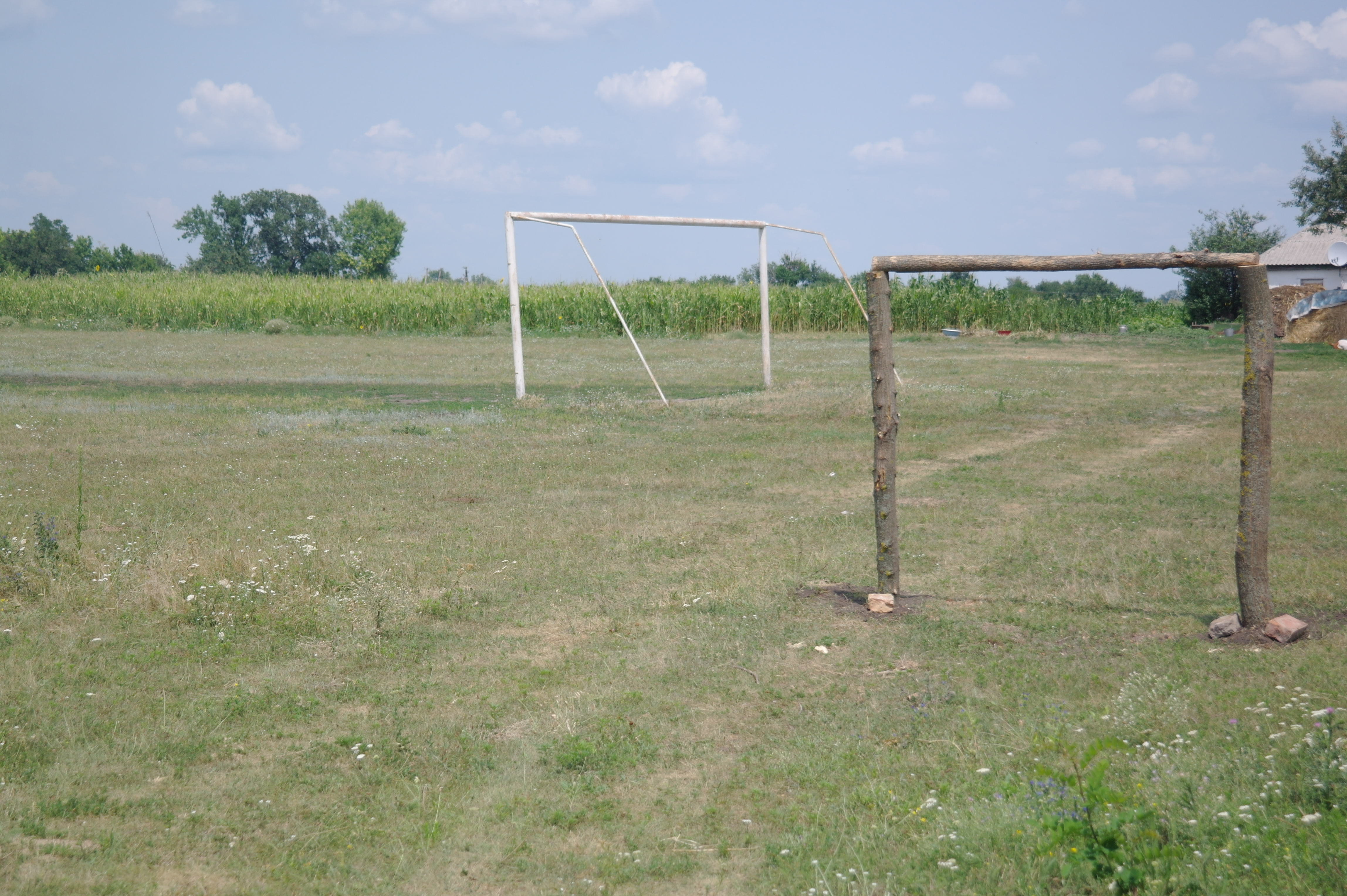
Стадіон
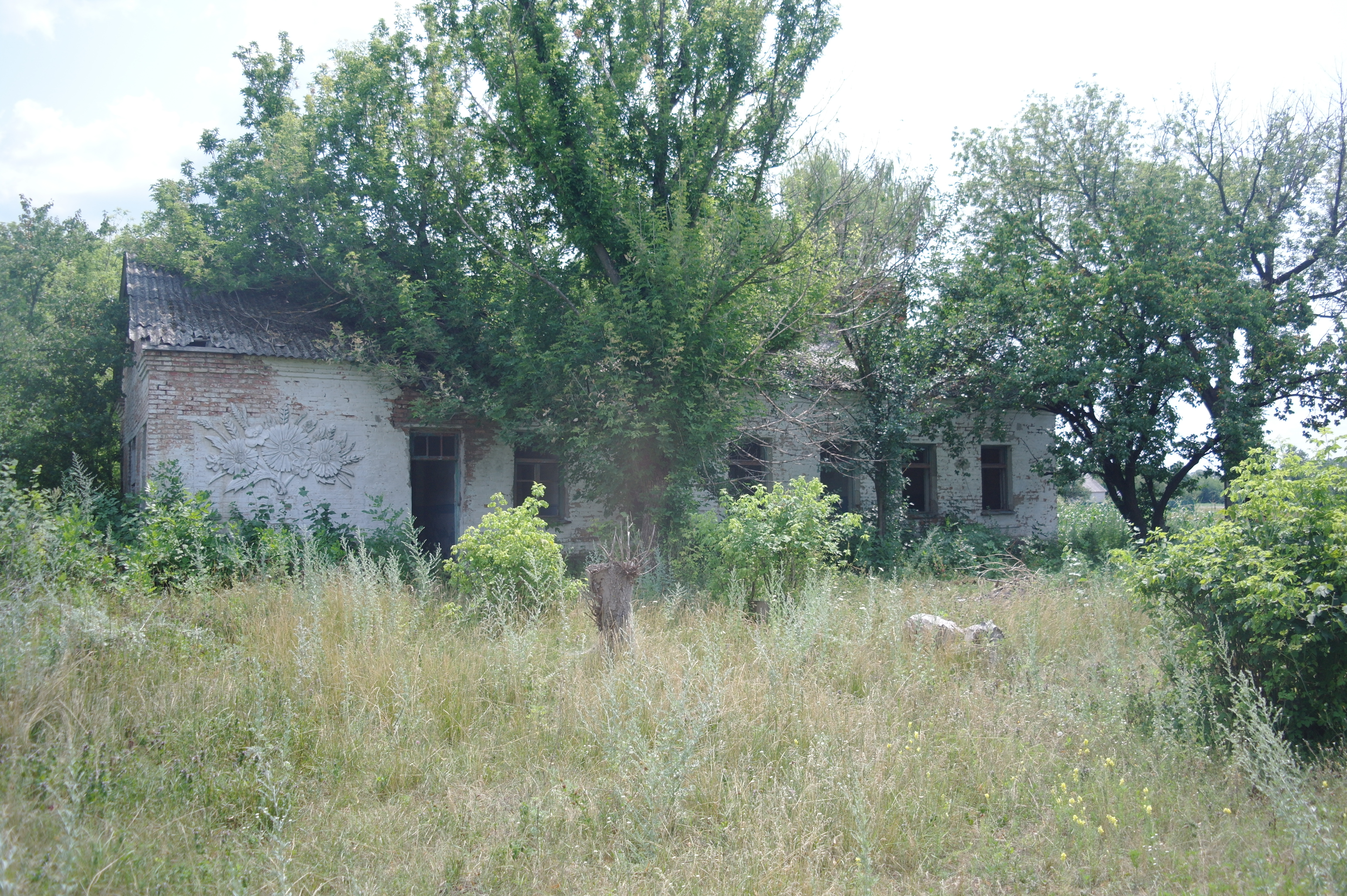
Зруйнований дитячий садок
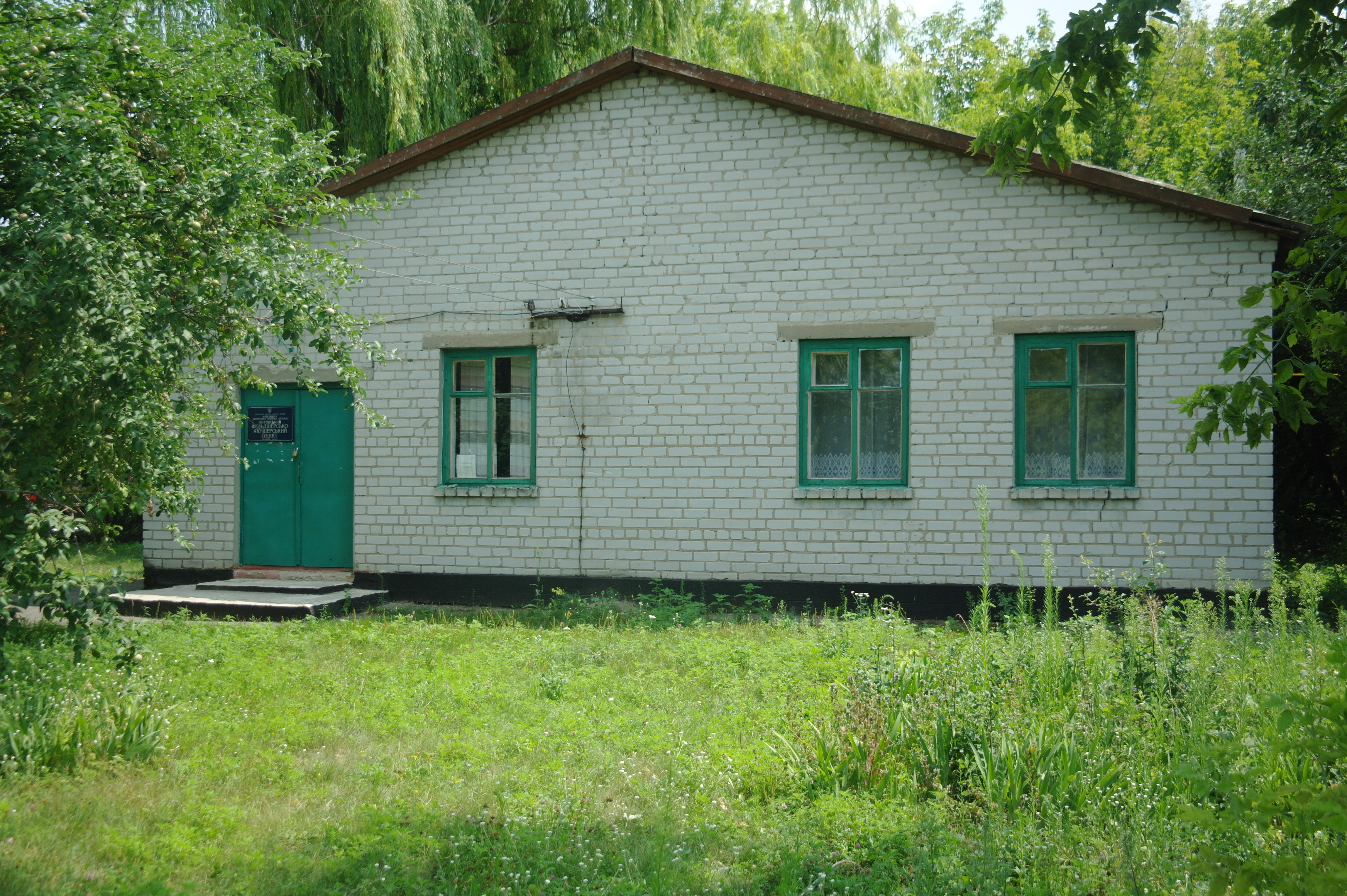
Фельдшерсько-акушерський пункт